# Osmia caulicola
Osmia caulicola är en biart som beskrevs av Cockerell 1934. Osmia caulicola ingår i släktet murarbin, och familjen buksamlarbin. Inga underarter finns listade i Catalogue of Life.